# 삼원보
삼원보(三源浦)는 일제강점기에 서간도에 세워진 독립 운동 기지이다. 이시영, 이상룡등이 산업을 일으켜 민족의 경제적 토대를 마련하고 청소년들을 모아 근대적 교육과 군사훈련을 시키면서, 만주에 동포들을 무장시켜 독립 전쟁을 치룰 준비를 하였다. 3·1 운동 이후 독립군은 이 삼원보를 터전으로 무력 항쟁을 펼칠 수 있었다.
현재의 중국 퉁화 시 류허 현에 있는 삼원포 조선족 진(三源浦朝鲜族镇)에 해당하는 곳이다.

## 같이 보기
- 신민회
- 경학사
- 신흥무관학교